# Tricyphona paludicola
Tricyphona paludicola är en tvåvingeart som beskrevs av Alexander 1916. Tricyphona paludicola ingår i släktet Tricyphona och familjen hårögonharkrankar. Inga underarter finns listade i Catalogue of Life.